# 長島哲郎
長島 哲郎（ながしま てつろう、1959年11月9日 - ）は、宮城県出身の元プロ野球選手（投手）。右投右打。

## 来歴・人物
仙台育英高時代は、甲子園常連校に在学しながら（在学中、1年次と3年次に硬式野球部が夏の甲子園出場）、当時は書道部であったという異例の経歴の持ち主。
高校卒業後、東北福祉大学に進学して仙台六大学野球連盟に加盟する同校の硬式野球部に入部し、本格的に野球を始める。在学中はリーグ戦で7回の優勝を果たす。3年秋の明治神宮大会では初戦で近大を相手に完投したが1失点で惜敗。4年秋の仙台大学戦では9連続を含む17三振を奪取し、シーズン5試合で63奪三振を記録して一躍「仙台の怪腕」と注目される。リーグ通算成績23勝4敗。最優秀選手、最優秀投手3回、ベストナイン1回。
1982年のプロ野球ドラフト会議でロッテオリオンズから3位指名を受け入団。東北福祉大学からプロ入りした第1号選手となった。また仙台六大学野球リーグでも初めてのドラフト指名であった。
1983年から一軍登板を果たし、同年9月には初先発を果たす。
1987年に中継ぎとして5試合に登板する。
1988年は一、二軍で登板がなく、同年限りで現役を引退した。
引退後は、ロッテの打撃投手、スコアラーを経て、地元球団の東北楽天ゴールデンイーグルスへ入団。楽天では、スコアラーを経て、2013年にスコアラー・査定部長、2014年にチーム統括本部スカウト&ディベロップメント部副部長、2015年から2018年までスカウト部長、2019年にファームディレクター、2020年からプロスカウトを務めている。
パシフィック・リーグで32年間にわたって審判を務めた中村稔（元・日本ハムファイターズ内野手）とは、現役時代の対戦で死球によって顎を骨折させたことをきっかけに交流。ファームディレクター時代には、同リーグ事務局を定年で退職したばかりの中村を「泉犬鷲寮」（球団合宿所）の寮長に招聘した。

## 詳細情報

### 年度別投手成績
| 年 度     | 球 団     | 登 板 | 先 発 | 完 投 | 完 封 | 無 四 球 | 勝 利 | 敗 戦 | セ 丨 ブ | ホ 丨 ル ド | 勝 率 | 打 者 | 投 球 回 | 被 安 打 | 被 本 塁 打 | 与 四 球 | 敬 遠 | 与 死 球 | 奪 三 振 | 暴 投 | ボ 丨 ク | 失 点 | 自 責 点 | 防 御 率 | W H I P |
| --------- | --------- | ----- | ----- | ----- | ----- | -------- | ----- | ----- | -------- | ----------- | ----- | ----- | -------- | -------- | ----------- | -------- | ----- | -------- | -------- | ----- | -------- | ----- | -------- | -------- | ------- |
| 1983      | ロッテ    | 5     | 1     | 0     | 0     | 0        | 0     | 0     | 0        | --          | ----  | 34    | 7.2      | 8        | 0           | 4        | 0     | 0        | 6        | 0     | 0        | 2     | 2        | 2.35     | 1.57    |
| 1987      | ロッテ    | 5     | 0     | 0     | 0     | 0        | 0     | 0     | 0        | --          | ----  | 22    | 4.1      | 6        | 1           | 2        | 0     | 0        | 7        | 0     | 0        | 2     | 2        | 4.15     | 1.85    |
| 通算：2年 | 通算：2年 | 10    | 1     | 0     | 0     | 0        | 0     | 0     | 0        | --          | ----  | 56    | 12.0     | 14       | 1           | 6        | 0     | 0        | 13       | 0     | 0        | 4     | 4        | 3.00     | 1.67    |

### 記録
- 初登板：1983年5月23日、対阪急ブレーブス9回戦（川崎球場）、4回表1死に3番手で救援登板、2/3回無失点
- 初奪三振：同上、4回表に八木茂から
- 初先発：1983年9月4日、対近鉄バファローズ23回戦（川崎球場）、3回1/3を2失点

### 背番号
- 14 （1983年 - 1988年）
- 97 （1989年 - 1991年）
- 107 （1992年 - 1996年）